# Tychicus
Genre
Tychicus est un genre d'araignées aranéomorphes de la famille des Sparassidae.

## Distribution
Les espèces de ce genre se rencontrent en Mélanésie et en Asie du Sud-Est.

## Liste des espèces
Selon World Spider Catalog (version 18.0, 25/01/2017) :
- Tychicus erythrophthalmus Simon, 1897
- Tychicus gaymardi Simon, 1880
- Tychicus genitalis Strand, 1911
- Tychicus longipes (Walckenaer, 1837)
- Tychicus rufoides Strand, 1911

## Publication originale
- Simon, 1880 : Révision de la famille des Sparassidae (Arachnides). Actes de la Société Linnéenne de Bordeaux, vol. 34, p. 223-351 (texte intégral).